# Donald Healey Motor Company
Donald Healey Motor Company Ltd var en brittisk biltillverkare som byggde bilar under namnet Healey i Warwick 1946–1954.
Företaget grundades 1945 av rallyföraren Donald Healey i samarbete med bland andra Achille Sampietro, i en gammal RAF-hangar. Året därpå inleddes tillverkningen av Healey Westland (roadster) och Healey Elliott (saloon), med motor, växellåda och bakaxel från Riley RMB. De följdes efter några år av modellerna Sportsmobile, Tickford (täckt) och Abbott (öppen). Healey-bilarna var framgångsrika inom bilsporten och vann flera klassegrar i Coupe des Alpes och Targa Florio under 1947 och 1948. År 1949 kom den sportigaste av alla Healey-modeller, kallad Silverstone, med en toppfart på 172 km/h. År 1950 kom den större Nash-Healey, med motor och växellåda från Nash. Bilen var främst avsedd för export till USA. Healeys sista modell, Alvis Healey Sports Convertible, hade motor och växellåda från Alvis TB 21.
År 1952 inleddes ett samarbete med British Motor Corporation som ledde fram till märket Austin-Healey. Den sista bilen från Healey-fabriken i Warwick levererades i augusti 1954.

## Bildgalleri

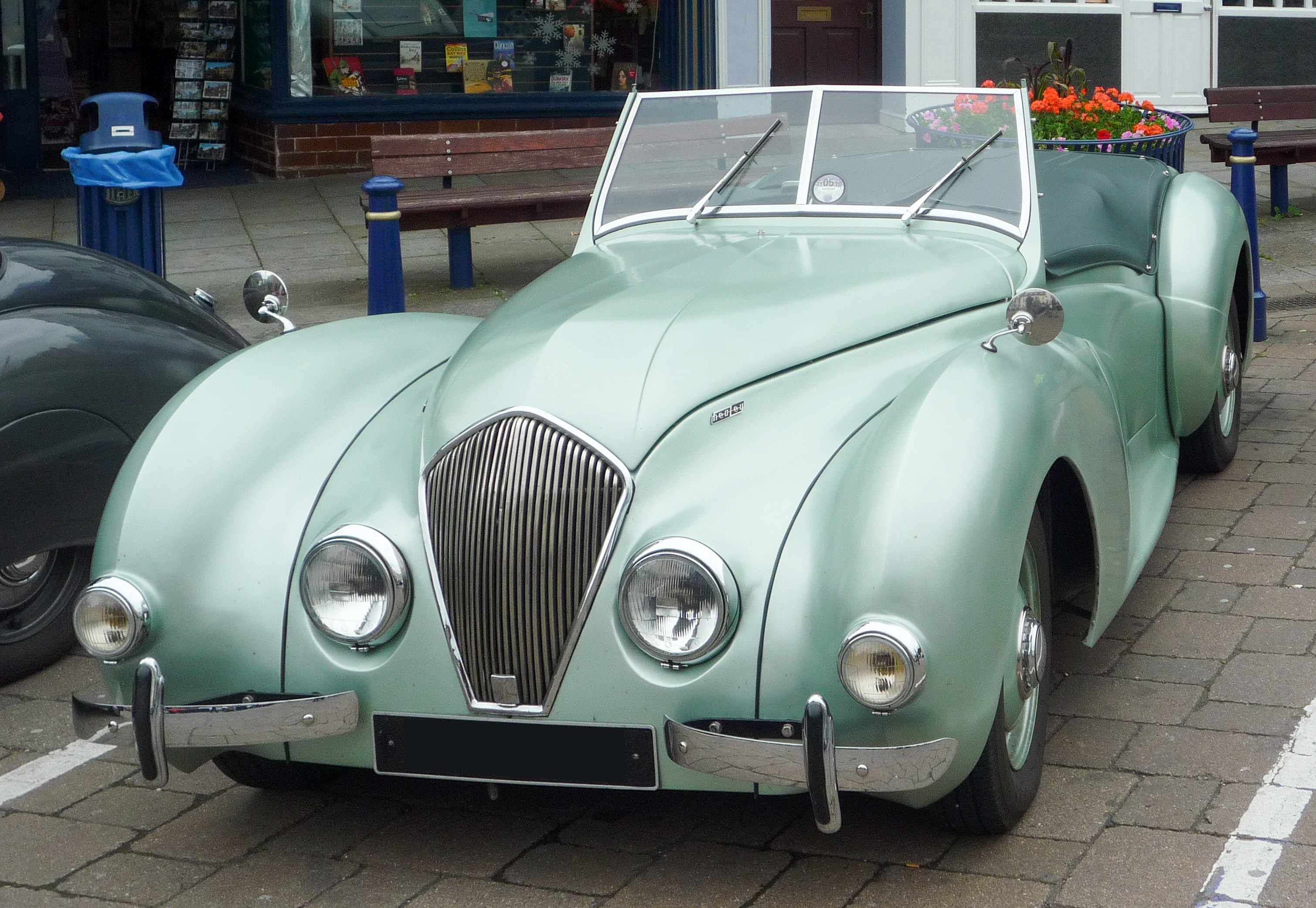
Healey Westland, 1949
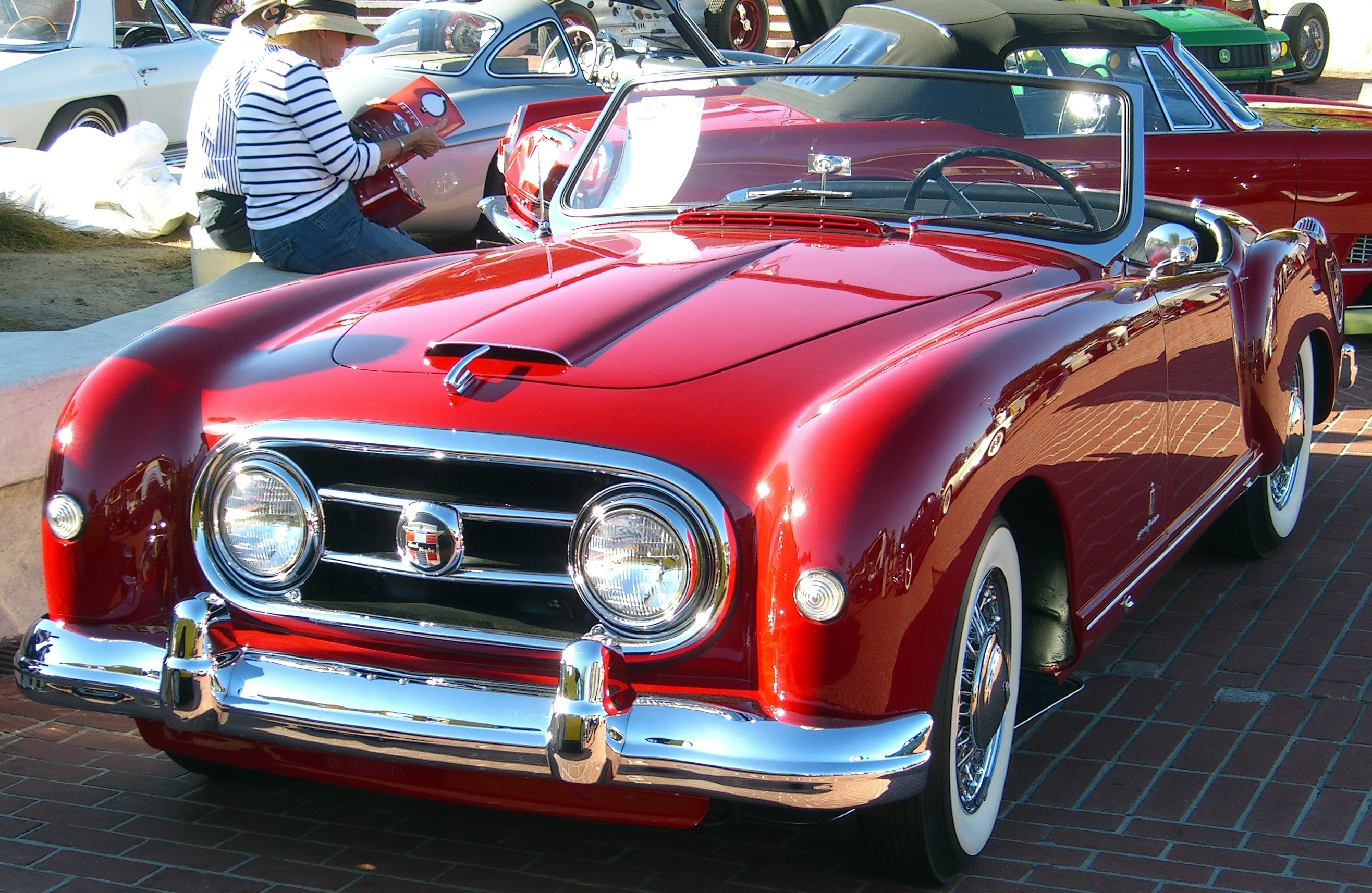
Nash-Healey, 1952
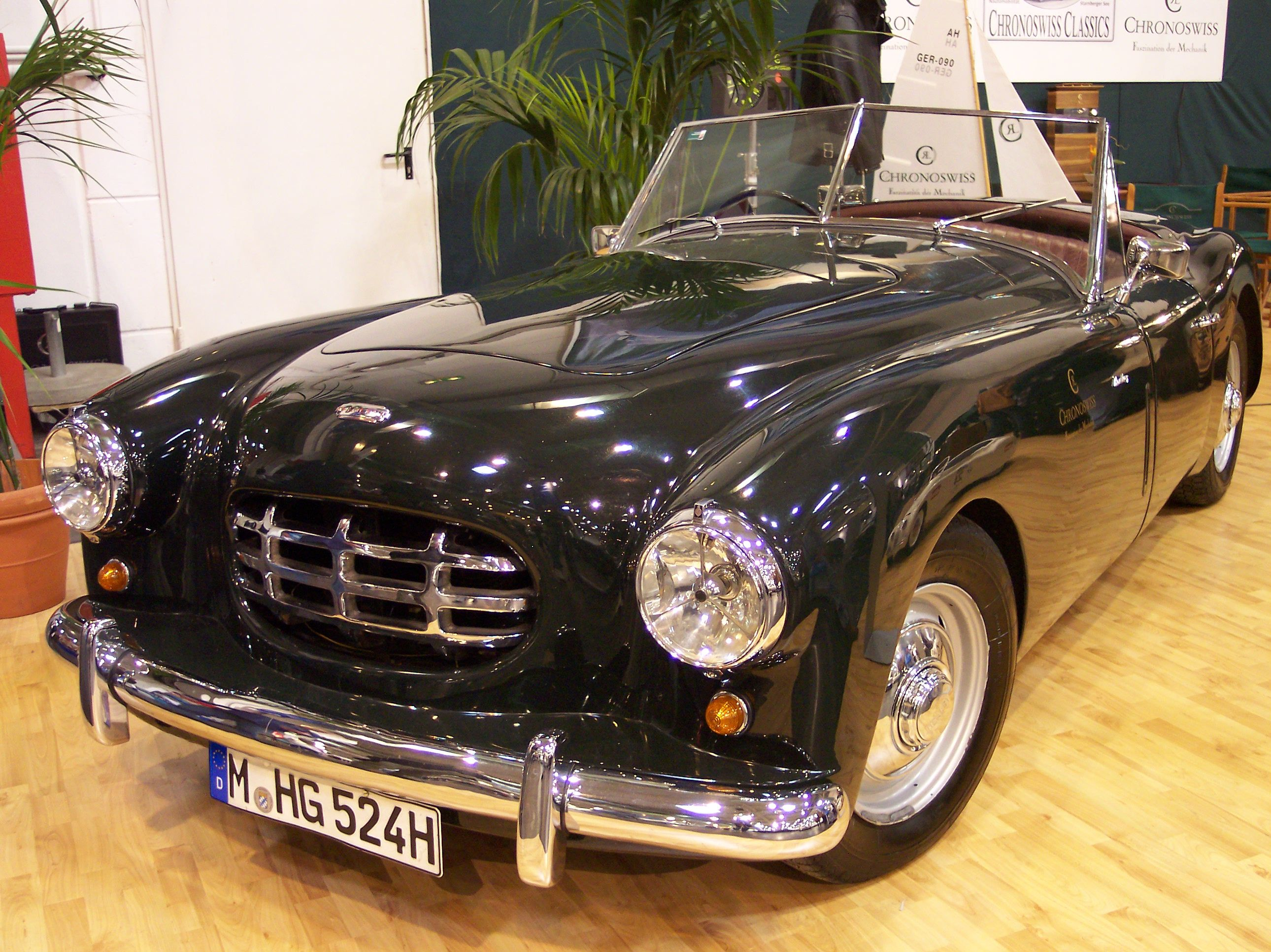
Alvis Healey Sports Convertible, 1953